# Rheindorf
Rheindorf este un sector al orașului Leverkusen din Nordrhein-Westfalen, Germania.

## Așezare
Rheindorf este delimitat la est de Opladen și Wupper, la sud-est de Bürrig și gura de vărsare a lui Wupper în Rin. La vest se află Autostrada A-59 și Rinul, iar vizavi pe celălalt mal al Rinului se află Rheinkassel, iar în nord  Hitdorf și Langenfeld.

## Galerie de imagini

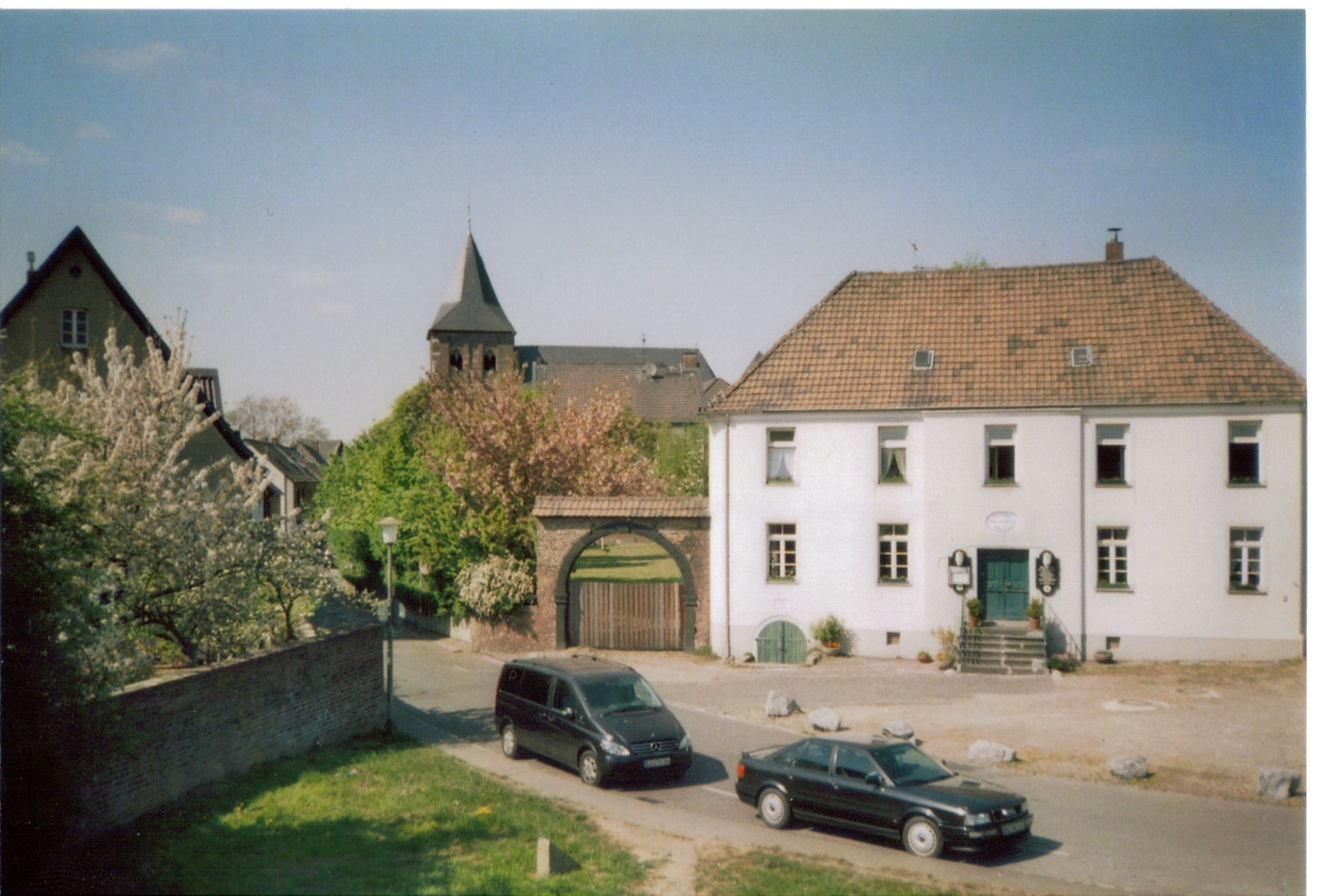
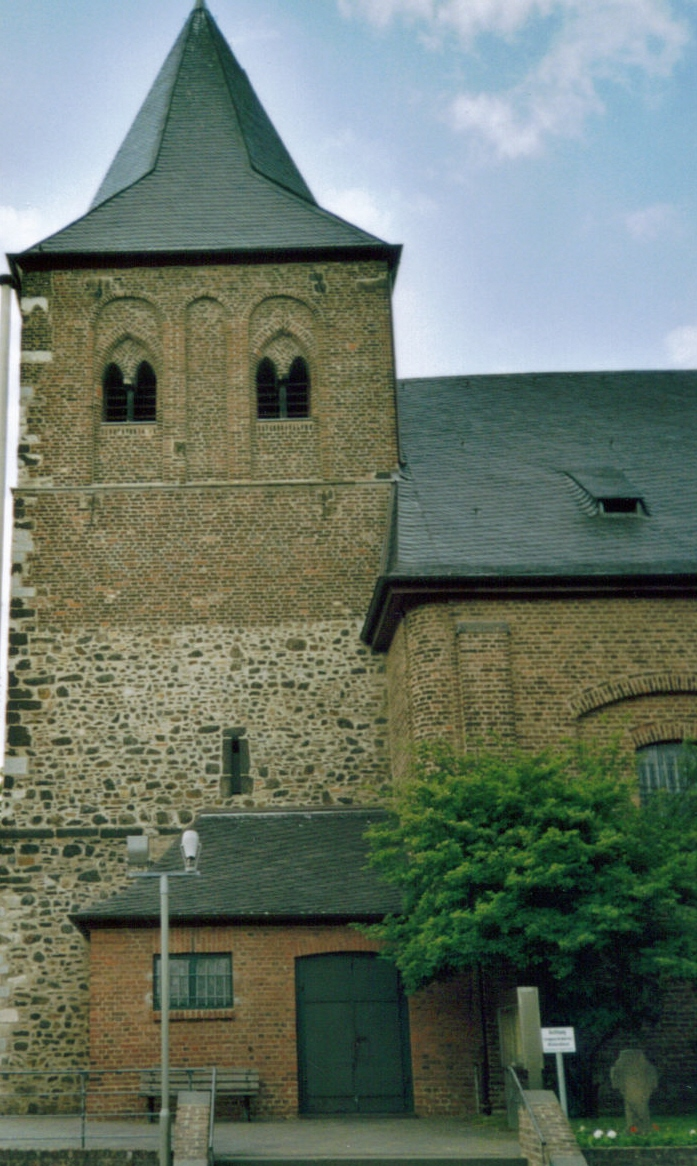
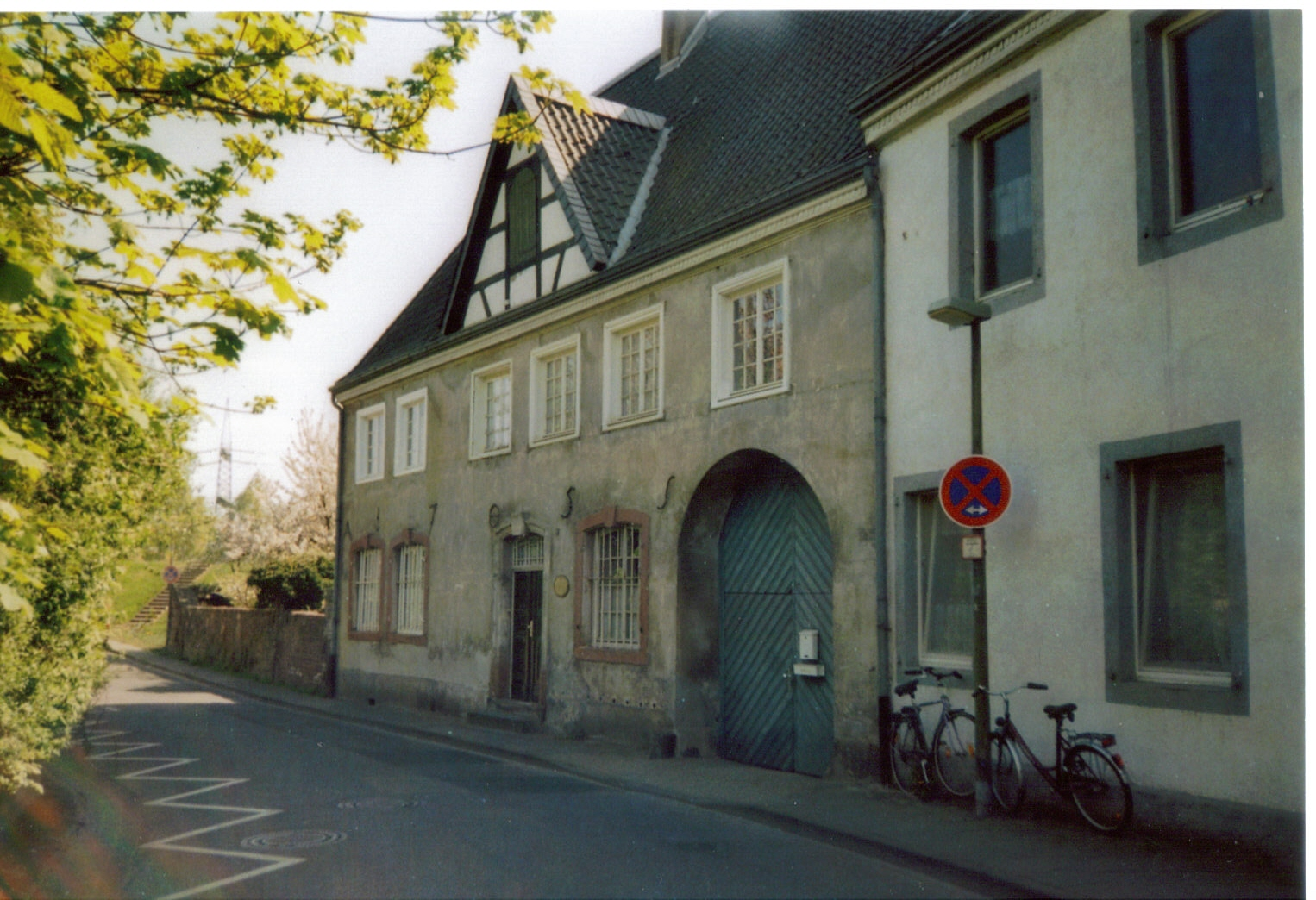